# César Tomás Laguía
César Tomás Laguia (Torremocha de Jiloca, 1903 — Terol, 1979), conegut com «Don César», va ser un sacerdot catòlic, escriptor i historiador aragonès.

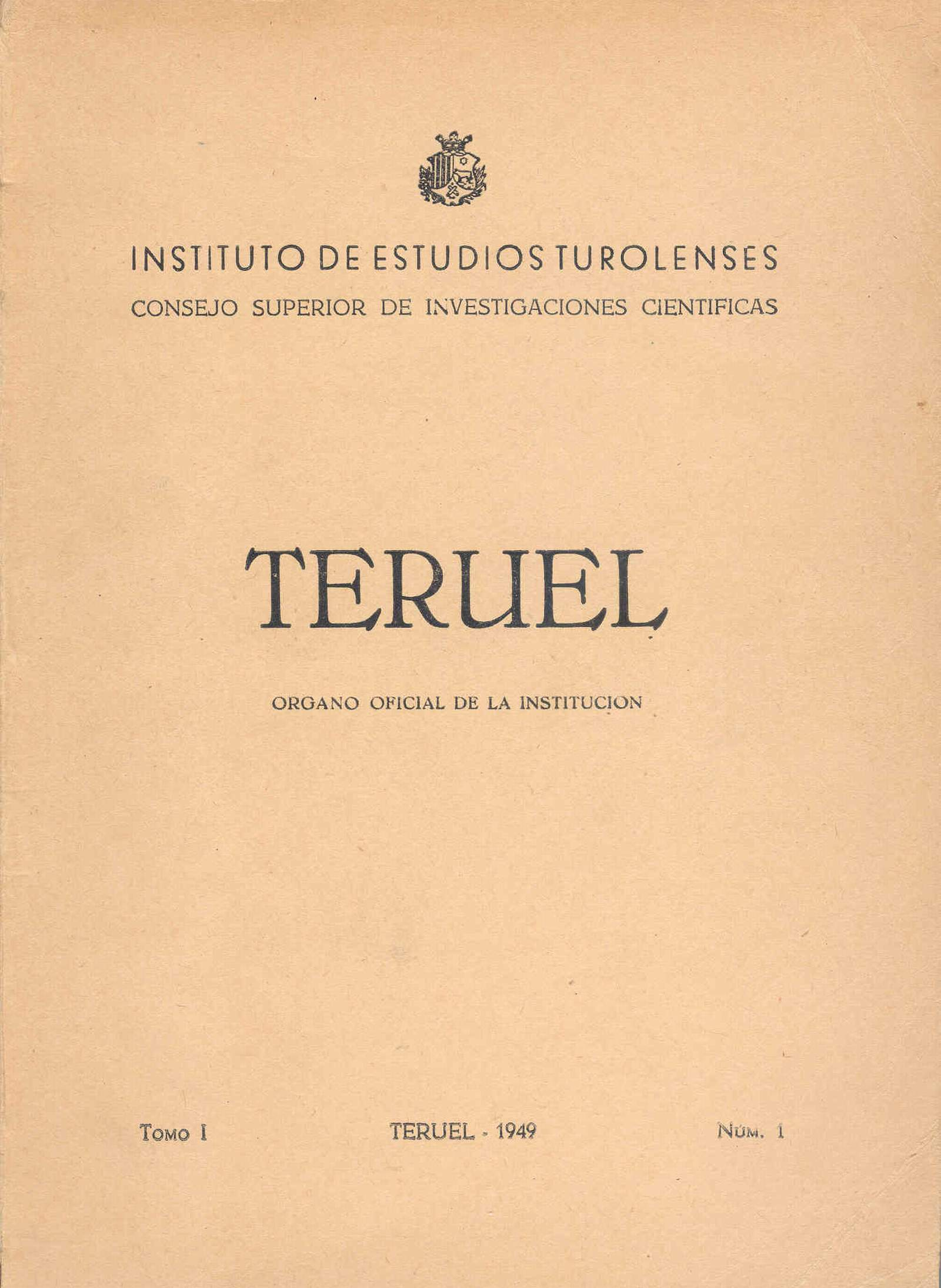
Portada de la revista TERUEL, número 1, any 1949, de l'Institut d'Estudis Terolencs (CSIC).

## Biografia
Va estudiar Llatí i Humanitats, Filosofia i Teologia al Seminari Conciliar de Terol i va ser ordenat sacerdot el 4 d'octubre de 1925.
Com a prevere, va exercir d'ecònom en diferents parròquies de la diòcesi de Terol, com ara les de Mont Agut i Saldón, i, més tard, va exercir de mestre de cerimònies a la Catedral de Terol, on també va fer d'arxiver.
Durant el pontificat del bisbe León Villuendas Polo (1885-1968), va ser nomenat «sotssecretari de Cambra i Govern» del bisbat, i «examinador pro-Sinodal» (1947).
Posteriorment, va obtenir per oposició la càtedra d'Història Eclesiàstica, Patrologia i Litúrgia Doctrinal al Seminari diocesà de Terol.
En tant clergue, va ser un «sacerdot de gran espiritualitat, de reconegudes qualitats humanes i d'una extraordinària sensibilitat artística»; la seva gran passió intel·lectual va ser la recerca historiogràfica.
Gran part de la seva obra com a investigador va ser publicada a la revista Teruel, òrgan oficial de l'Institut d'Estudis Terolencs (IET), de la Diputació Provincial de Terol, adscrit al Consell Superior de Recerques Científiques (CSIC). La seva primera obra publicada en aquest mitjà -«L'erecció de la Diòcesi d'Albarrasí»- va rebre el Premi de l'IET al Primer Certamen d'Albarrasí de 1953. En homenatge a la seva tasca investigadora i historiogràfica, la revista li va dedicar els números 55 i 56 (1976).

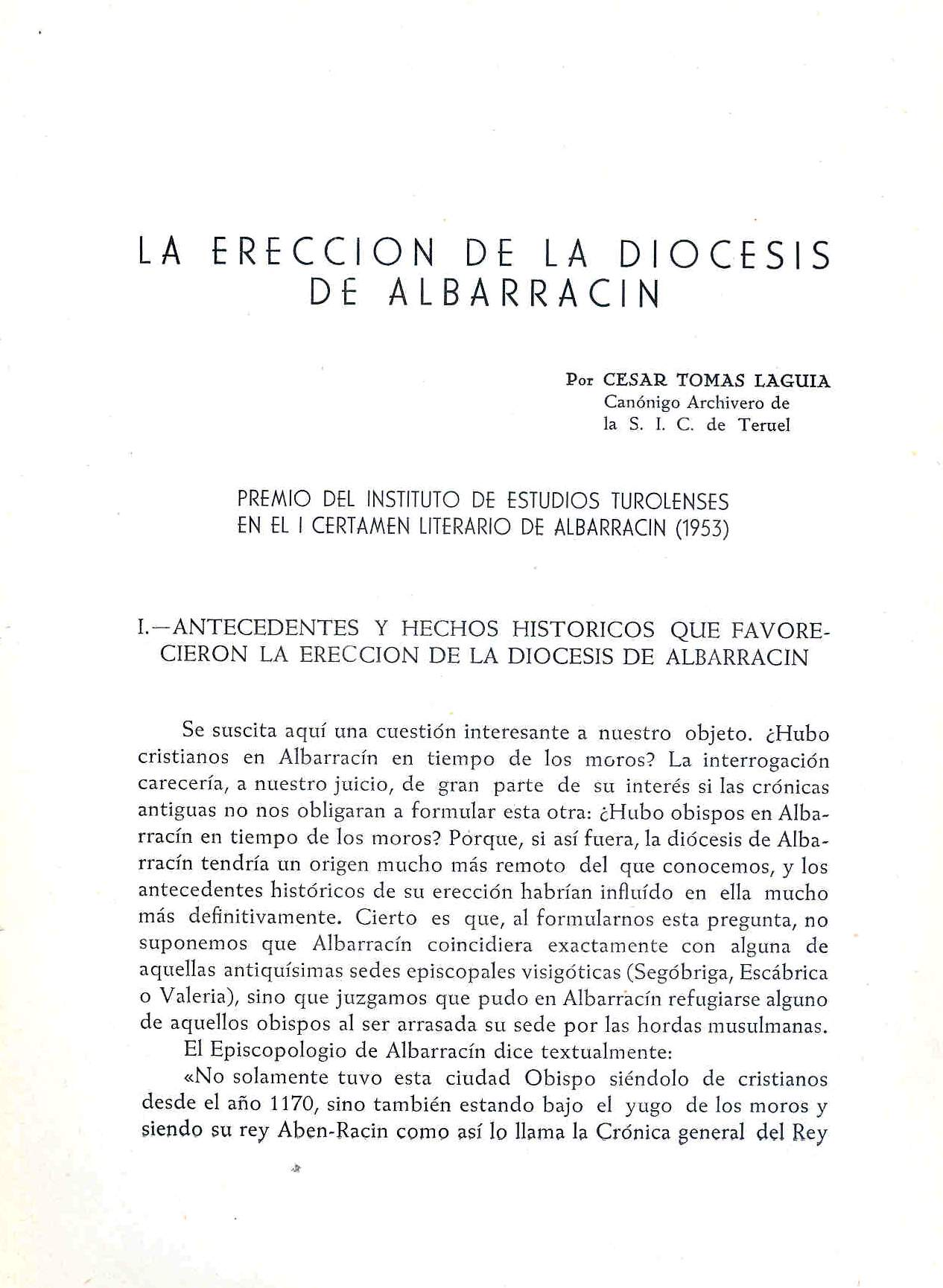
L'erecció de la diòcesi d'Albarrasí, primera publicació de César Tomás Laguía a la revista TERUEL 10 (1953), 203-230.